# Sébastien Lefebvre

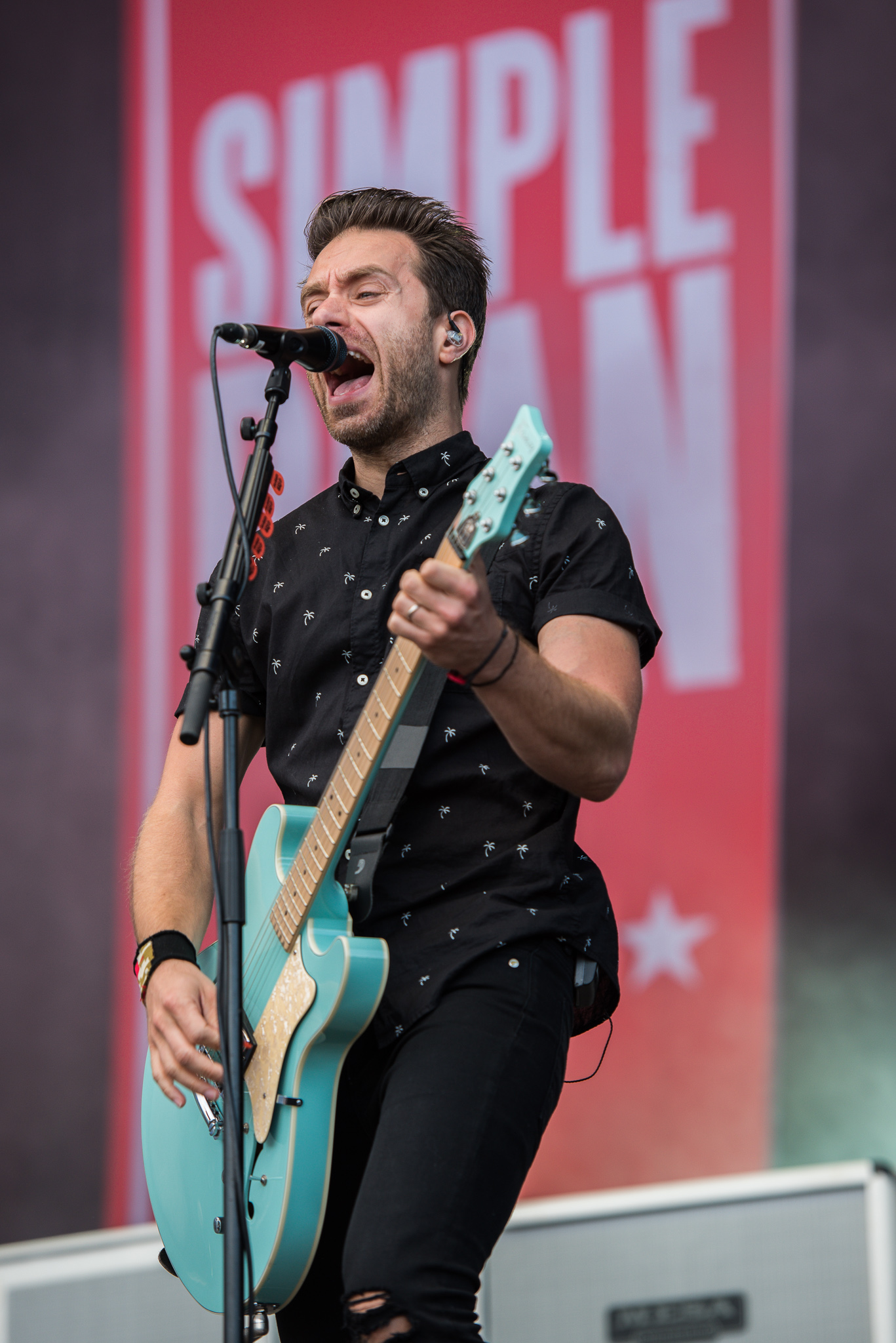
Sébastien Lefebvre (2017)

Sébastien Lefebvre, född 5 juni 1981 i Montréal, är en kanadensisk musiker, som är gitarrist och bakgrundssångare i bandet Simple Plan. Han är den yngsta medlemmen i bandet, och före Simple Plan var han med i ett band som hette We'd Eat Her.